# 托库尔 (俄罗斯)
托库尔（羅馬化：Tokur）是俄罗斯阿穆尔州的市级镇，属谢列姆金斯克区，位于谢列姆贾河支流小卡拉乌拉克河（Малый Караурак）畔。
该地2021年有人口796人；2010年人口1,091；2002年人口1,171；1989年人口2,452。